# Oahuastläufer
Der Oahuastläufer (Paroreomyza maculata) ist ein extrem seltener oder bereits ausgestorbener Kleidervogel.

## Systematik
Der Oahuastläufer wurde erstmals 1851 von Jean Louis Cabanis als Himatione maculata beschrieben. Zu Beginn des 20. Jahrhunderts wurden die  Astläufer-Arten von Oʻahu, Kauaʻi, Hawaiʻi, Lānaʻi, Maui und Molokaʻi in die Gattung Oreomyza eingestuft. 1901 schuf Robert Cyril Layton Perkins die Gattung Paroreomyza, die 1944 von George Campbell Munro übernommen wurde. Munro klassifizierte den Oahuastläufer als Nominatform Paroreomyza maculata maculata mit drei Unterarten auf Lanai, Molokai und Maui. Die heute gültige Systematik basiert auf der Arbeit A systematic analysis of the endemic avifauna of the Hawaiian Islands des Ornithologen Harold Douglas Pratt aus dem Jahre 1979. Nach Pratt gilt nun die Gattung Oreomystis für die Arten von Kauai und Hawaii und die Gattung Paroreomyza für die Arten von Oahu, Lanai, Molokai und Maui.

## Beschreibung
Der Oahuastläufer erreicht eine Länge von 11,3 bis 12,9 Zentimetern. Das Gefieder der Weibchen und der Jungvögel ist stumpf olivgrün mit zwei breiten hell verwaschenen Flügelbinden und einem auffälligen hellgrünen Augenstreif. Das Gefieder des Männchens ist helloliv. Das gelbe Gesicht ist durch dunkle Zügel und einem auffälligen Postocularstreif charakterisiert. Der gerade Schnabel ist dunkelbraun an der Oberseite und hell an der Unterseite. Beim Männchen fehlen die Flügelbinden.

## Verbreitung und Lebensraum
Der Oahuastläufer ist endemisch auf der Hawaii-Insel Oʻahu. Er bewohnt immergrüne Wälder und Mischwälder mit Koa-Akazien oder Eisenhölzern der Art Metrosideros polymorpha in Höhenlagen zwischen 300 und 650 m. Sein letztes bekanntes Verbreitungsgebiet ist auf die Täler und Hänge des Koʻolau-Gebirges beschränkt.

## Lebensweise und Nahrung
Über die Lebensweise des Oahuastläufers ist kaum etwas bekannt. Er ist vermutlich tagaktiv. Im Januar 1901 wurden die beiden einzigen Nester in der Waiʻanae Range gefunden. Seine Nahrung besteht offenbar aus Weichtieren und Laufkäfern.

## Status
Als Hauptursache für den Rückgang des Oahuastläufers gilt vermutlich die von Stechmücken eingeschleppte Vogelmalaria. Ein Teil des Lebensraumes im North Halawa Valley ist durch den Bau der Hawaii State Route H-3 zerstört worden. Die letzte dokumentierte Sichtung war am 12. Dezember 1985 am Poamoho Trail im Koʻolau-Gebirge, als zwei Individuen beobachtet wurden. Unbestätigte Sichtungen in der Folgezeit basieren vermutlich auf einer Verwechslung mit dem Oahu-Amakihikleidervogel (Hemignathus flavus), zumal offizielle Suchaktionen seit den 1990er-Jahren bislang erfolglos blieben.